# دارکووتسه
دارکووتسه (به صربی: Darkovce) یک منطقهٔ مسکونی در صربستان است که در تسرنا تراوا واقع شده‌است. دارکووتسه ۲۰۵ نفر جمعیت دارد.